# غرايم بروك
غرايم بروك (بالإنجليزية: Graeme Brooke)‏ (6 أكتوبر 1963 بملبورن في أستراليا - ) هو ملاكم أسترالي، صنّف ضمن فئة وزن خفيف الوسط ‏ ووزن الخفيف.

## إحصائيات
خاض خلال مسيرته 24 نزالا.

## روابط خارجية
- غرايم بروك على موقع بوكس ريك (الإنجليزية) (registration required)